# ۶-کربوکسی تترا هیدروپترین سنتاز
6-کربوکسی تترا هیدروپترین سنتاز (به انگلیسی: 6-carboxytetrahydropterin synthase) (عدد گروه آنزیم 4.1.2.50، CPH4 synthase، queD (ژن)، ToyB، ykvK (ژن)) آنزیمی با نام سیستماتیک 7،8-دی هیدرونون پترین 3'-تری فسفات استالدهنده لیاز (6-کربوکسی-5،6،7،8- تتراهیدروپترین و تری فسفات تشکیل دهنده). این آنزیم واکنش شیمیایی برگشت‌پذیر زیر را کاتالیز می‌کند.
۷٬۸-دی هیدرونئوپترین و ۳-تری فسفات + اِچ2اُ  6-کربوکسی-۵٬۶٬۷٬۸-تتراهیدروپترین + استالدهید + تری فسفات
7,8-dihydroneopterin 3'-triphosphate + H2O  6-carboxy-5,6,7,8-tetrahydropterin + acetaldehyde + triphosphate

این آنزیم Zn 2+ را به هم متصل می‌کند. از باکتری باسیلوس سوبتیلیس و اشریشیا کلی جدا شده‌است. واکنش بخشی از مسیر بیوسنتز کویوزین است. آنزیم موجود در اشریشیا کولی همچنین می‌تواند ۶-پایرووُیل-۵٬۶٬۷٬۸-تتراهیدروپترین و سپیاپترین را به ۶-کربوکسی-۵٬۶٬۷٬۸-تتراهیدروپترین تبدیل کند.